# Sobral (Ourém)
Sobral é uma vila de Portugal situada no concelho de Ourém, distrito de Santarém. Segundo o censo de 2011, tinha 298 habitantes. Tem 0,78 quilómetros quadrados.